# Bezlepková dieta

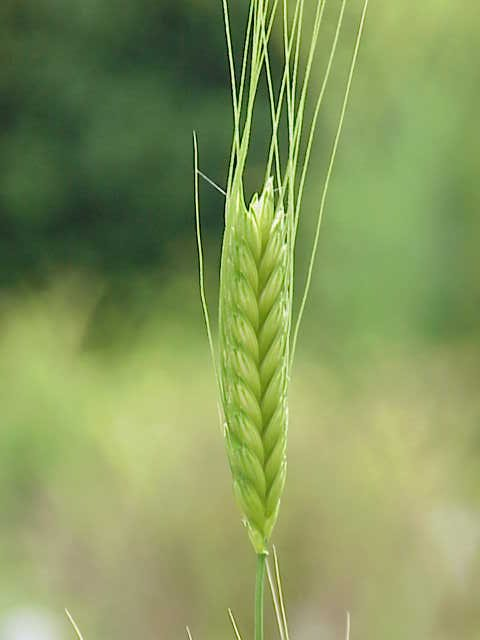
Ječmen, který je součástí zakázaných surovin při bezlepkové dietě

Bezlepková dieta je dieta spočívající ve snaze po eliminaci konzumace potravin obsahujících lepek (neboli gluten) ze stravy dotyčného, zpravidla ze zdravotních důvodů. Konzumace potravin obsahujících lepek osobami nemocnými celiakií nebo alergií na lepek by mohla vést k vážným zdravotním komplikacím. Nemocným Duhringovou nemocí se vytváří vyrážka.
Osoby držící bezlepkovou dietu tedy konzumují buď potraviny přirozeně bezlepkové nebo potraviny obsahující lepek jen v minimální koncentraci (deglutenizované). Základem diety je nekonzumování potravin vyrobených z nedeglutenizovaných (běžných) obilovin (ječmen, pšenice, žito a oves), které jsou na lepek bohaté, a jejich nahrazení bezlepkovými potravinami, jako je např. proso, rýže, brambory či kukuřice. Tato dieta je v současnosti jedinou známou léčbou celiakie, alergie na lepek a Duhringovy nemoci. Celiakie je dosud nevyléčitelná.

## Složení diety

### Vhodné potraviny
Pro bezlepkovou dietu jsou vhodné např. následující potraviny:
- mléko, tvrdé sýry, smetana, maso, vnitřnosti (játra, ledviny), vejce, ovoce, zelenina, rýže, kukuřice, sója, laskavec, pohanka, tuky, cukry, med, káva, čaj, kakao[2]

### Potraviny s lepkem
Je třeba se vyvarovat všech potravin obsahujících lepek, a to:
- jak vyrobených z běžné mouky (běžné pečivo, těstoviny, jíšky, omáčky, salámy, šunky, sekaná, dochucovadla (kečupy, majonézy), také müsli či cornflakes obsahující pšeničné nebo ovesné vločky...),
- tak obsahujících pšeničný škrob (např. různé cukrovinky jako zákusky, plněné cukrovinky, ale i lentilky).

Lepek mohou obsahovat i výrobky, u nichž by člověk jeho přítomnost neočekával, včetně některých výrobků tzv. zdravé výživy (např. některé jogurty, sojové řezy, plněné čokolády, rýže v čokoládě, lipo, lékořicový zlom apod.).
U výrobků, jež nejsou označeny jako bezlepkové (buďto nápisem nebo symbolem přeškrtnutého klasu) je třeba vždy sledovat složení výrobku. Celiaci si musejí kupovat speciální bezlepkové pečivo, těstoviny apod., existuje i bezlepkové pivo. Bezlepkové pečivo si mohou také sami upéct v domácích pekárnách nebo i v obyčejných troubách.

### Alkoholické nápoje
Mezi zakázané potraviny patří i pivo, jelikož všechny druhy piva, a to včetně rýžových či banánových, obsahují lepek, jenž je obsažen i v tzv. bezlepkovém pivě. V tomto druhu piva je obsah lepku pouze snížen na minimální hranici, jeho konzumace by neměla zhoršovat průběh onemocnění.. Obsah lepku je obecně v pivu nízký, takže definici bezlepkového piva splňují i některá běžná piva. Přesné hodnoty však nejsou běžně dostupné a zejména nejsou ze strany pivovarů garantované.

## Módní rozšíření
Bezlepková dieta se stala módou mezi celebritami a poté i v řadě zemí u běžné populace. V USA až 20% obyvatel tvrdí, že dobrovolně vyřadili lepek. Rostoucí popularitu bezlepkové diety dokládají i ekonomická data. V letech 2013 až 2015 se obrat potravinářského průmyslu zaměřeného na bezlepkové potraviny zdvojnásobil, když přesáhl 11 miliard dolarů ročně.